# Централна Гърция
Област Централна Гърция (на гръцки: Στερεά Ελλάδα, Стереа Елада) е една от административните области в Гърция. По новото административно деление на Гърция от 1987 г. от състава ѝ са извадени Атика и Етолоакарнания, с които заедно формират исторически Същинска Гърция, в отличие от Тесалия и Епир на север, и Пелопонес на юг.
Централна Гърция като географско понятие се отнася за континенталната част на новообявената държава Гърция непосредствено след освобождаването ѝ от османската власт в първата половина на XIX век. Позната е и със старото име „Румели“.
Административно областта (περιφέρεια) включва 5 окръга: Беотия (Βοιωτία), Евбея (Εύβοια), Евритания (Ευρυτανία), Фокида (Φωκίδα) и Фтиотида (Φθιώτιδα).

## Континентална Гърция
Географски към Стереа Елада (Същинска Гърция в Древна Гърция в отличие от останалите ѝ части) принадлежат и окръзите: Атика, която е самостоятелна административна област, както и Етолоакарнания (Αιτωλοακαρνανία), която се включва в състава на област „Западна Гърция“. Днешна Евритания в района на Аграфа е преходен (граничен – виж Граница (дем Аграфа)) регион между Същинска Гърция, Тесалия и Епир.

## Окръг Етолоакарнания
Граничи на изток с окръг Фокида, на север с окръг Евритания, Арта и Артския залив, на запад с Йонийско море и окръг Левкада, а на юг с Патраския залив. Площ – 5447 km², население – 223 285 жители. Окръжен център е град Месолонги (Μεσολόγγι). Градът за първи път се споменава през1545 г. През 1571 г. в близост до него се провежда известната морска битка при Лепанто. По време на венецианското владичество е важен корабостроителен център. През 1826 г. по време на въстанието гръцките защитници на града показват масов героизъм. През 1931 г. е обявен за свещен град.

## Окръг Евритания
На север граничи с окръг Кардица, на изток с Фтиотида, а на запад с Етолоакарнания. Площ – 2045 km², население – 32 026 жители. Окръжен център е град Карпениси (Καρπενήσι). По време на османската власт градът е бил важен търговски център. Карпениси е известен като градът на гръцките Алпи, заради множеството борови горички.

## Окръг Фтиотида
На север граничи с окръг Кардица, Лариса и Магнезия, на запад с окръг Евритания, на изток със заливите Малиякос и Северноегейски залив, а на юг с окръг Фокида и Беотия. Площ – 4368 km², население – 178 896 жители. Окръжен център е гр. Ламия (Λαμία). Според легендата градът е основан от Ламий, син на Херкулес и Омфали. В друга легенда се твърди, че градът е основан от Ламия, дъщеря на Посейдон.

## Окръг Фокида
На С граничи с окръг Фтиотида, на запад с окръг Етолоакарнания, на изток с окръг Беотия и Фтиотида, а на юг с Коринтския залив. Площ – 1121 km², население – 48 526 жители. Окръжен център е град Амфиса (град) (Άμφισα). Според легендата градът е основан от Амфиса, дъщеря на Макарос и внучка на Еол.

## Окръг Беотия
На С граничи с окр. Фтиотида, на изток югоизток с окръг Атика, на З с окръг Фокида, а на юг с Коринтския залив. Площ – 3200 km², население – 131 129 жители. Окръжен център е град Ливадия (Λιβαδειά). Още от древността градът е прочут с прорицалището на Зевс. Един от градовете участвали през VIII век пр.н.е. в Беотийския съюз.